# Richard A. Whiting
Pour les articles homonymes, voir Whiting (homonymie).

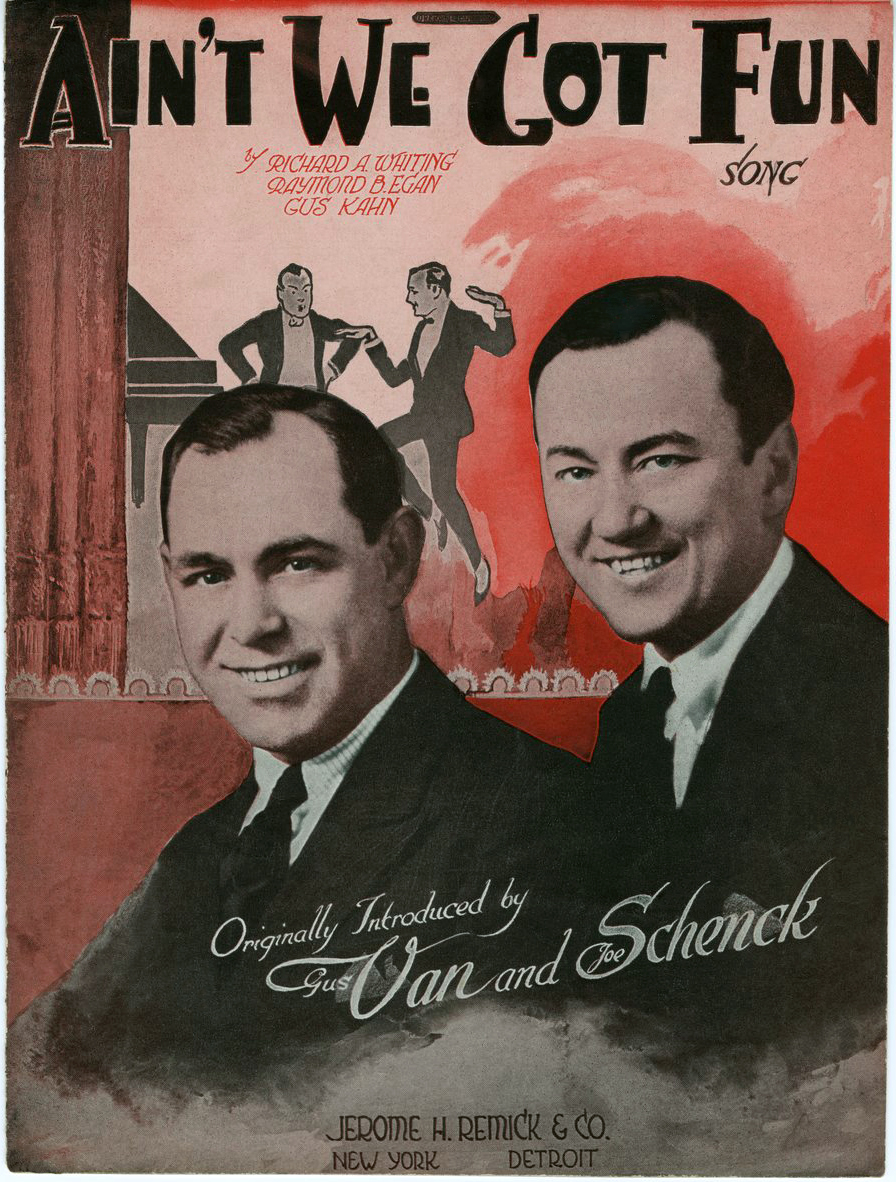
Page de couverture de la partition de Ain't We Got Fun?

Richard A. Whiting (12 novembre 1891 - 10 février 1938) est un compositeur américain qui travailla pour le théâtre Broadway et pour le cinéma à Hollywood. On lui doit de nombreux hits tels que Ain't We Got Fun?, Till We Meet Again, Hooray for Hollywood ou encore Too Marvelous for Words. Il fait partie de la grande famille du jazz américain que l'on nomme la Tin Pan Alley.

## Jeunesse et études
Richard A. Whiting naît à Peoria dans l'Illinois et grandit à Détroit dans le Michigan. Il étudie à la Harvard Military School de Los Angeles en Californie. Dès l'obtention de son diplôme, il travaille comme compositeur pour plusieurs éditeurs de musique. En 1912, il devient agent artistique.

## Carrière et famille
En 1919, il s'installe à Hollywood où il écrit nombre de musiques de films. Il collabore notamment avec BG DeSylva, Ray Egan, Johnny Mercer, Neil Moret, Leo Robin, Gus Kahn et Sidney Clare. Il écrit également la musique d'un certain nombre de comédies musicales pour Broadway. Il obtient en 1936 l'Oscar de la meilleure chanson originale pour When Did You Leave Heaven, du film de Sidney Lanfield, Sing, Baby, Sing. 
Il est le père des actrices Margaret Whiting et Barbara Whiting Smith.
En 1938, à 46 ans, il meurt d'une crise cardiaque à Beverly Hills, alors qu'il est à l'apogée de sa carrière.  

## Postérité
Un hommage à la musique de Whiting, comprenant un pot-pourri de ses chansons les plus connues fait partie de la comédie musicale A day in Hollywood, a Night in the Ukraine jouée en 1980 à Broadway. Il est inscrit au Songwriters Hall of Fame depuis 1970.